# O sztuce kulinarnej

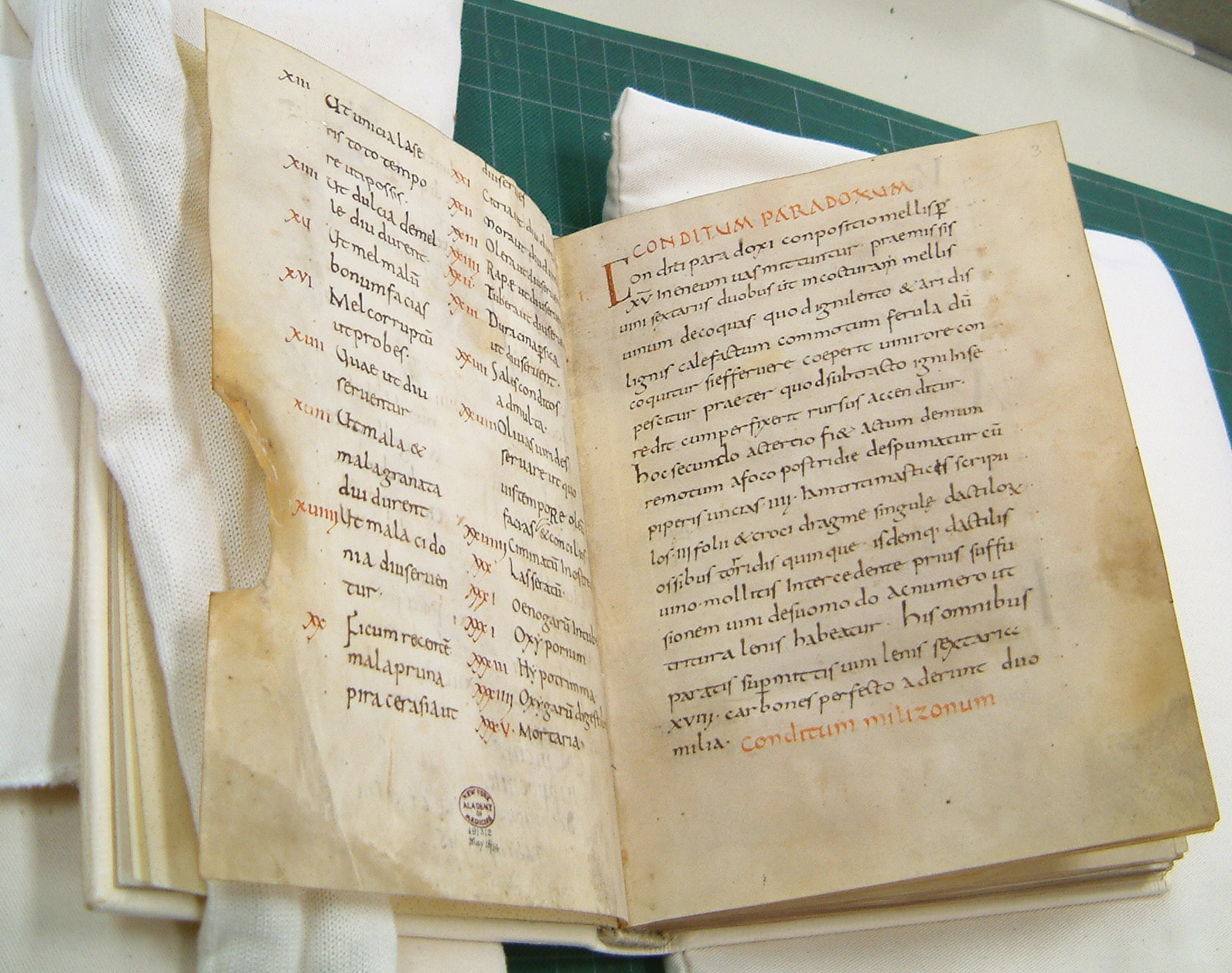
Jeden z dwóch najstarszych zachowanych manuskryptów De re coquinaria, powstały w IX wieku w benedyktyńskim opactwie w Fuldzie. Od 1929 własność biblioteki New York Academy of Medicine

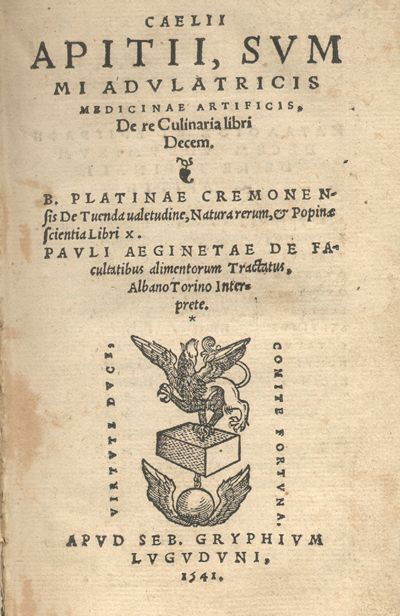
Wydanie De re Culinaria z 1641, Sebastianus Gryphium, Lyon

O sztuce kulinarnej ksiąg dziesięć (łac. De re coquinaria libri decem) – książka kucharska z przepisami kuchni starożytnego Rzymu. Jako jej autor podawany jest Apicjusz, ale dzieło to jest kompilacją kilku źródeł dokonaną w IV–V wieku n.e. Najstarsze zachowane manuskrypty De re coquinaria pochodzą z IX wieku. 
Całość zawiera ok. 450 przepisów, zgrupowanych w dziesięciu księgach, noszących tytuły:
1. Epimeles – Zapobiegliwy gospodarz (w polskim przekładzie Zapobiegliwy kucharz)
2. Sarcoptes – O potrawach z siekanego mięsa
3. Cepuros – Ogrodnik (O potrawach z warzyw)
4. Pandecter – O potrawach różnych
5. Ospreon – O potrawach z warzyw strączkowych
6. Tropetes – Ptactwo (O potrawach z drobiu)
7. Polyteles – Smakosz (O potrawach wykwintnych)
8. Tetrapus – Czworonogi (O potrawach z czworonogów)
9. Thalassa – Morze (O potrawach z fauny morskiej)
10. Halieus – Rybak (O sosach do ryb)

Przepisy są na ogół bardzo proste i krótkie, skierowane do osób obeznanych z kuchnią. Typowym przykładem jest przepis na oczyszczające wątrobę oenogarum:

In ficato oenogarum: piper, thymum, ligusticum, liquamen, vinum modice, oleum. (pol. Oczyszczające oenogarum: pieprz, tymianek, lubczyk, garum, wino z umiarem, oliwa). 
Od dawna wiadomo, że Apicjusz nie może być autorem wszystkich przepisów, niektóre z nich bowiem noszą imiona osób żyjących wiele lat po najpóźniejszej możliwej dacie śmierci tego rzymskiego smakosza. Przypuszczalnie autorstwa Apicjusza jest większość przepisów na sosy, zawartych w księdze X i częściowo IX – mogą one pochodzić z dzieła De condituris. Możliwe też, że niektóre inne przepisy zaczerpnięto z jeszcze innego, nieznanego z tytułu zbioru kulinarnego Apicjusza. Edward Brandt wyróżnia ponadto następujące źródła pochodzenia przepisów:
- niezachowane dzieła agronomicznego pisarza Apulejusza (część przepisów z księgi I i III);
- grecki podręcznik agronomiczny nieznanego autora (analiza językowa niektórych przepisów wskazuje na grecki pierwowzór);
- grecki podręcznik dietetyki (przepisy podające dokładną wagę lub objętość składników);
- anonimowe księgi medyczne (przepisy na środki i potrawy ułatwiające trawienie czy przeczyszczające oraz dania zalecane do spożycia po korzystaniu z łaźni).